# Phoberomys
Phoberomys es un género extinto de roedores histricomorfos de la familia Neoepiblemidae que vivieron en el período Mioceno en lo que ahora es Sudamérica.
La especie más conocida es Phoberomys pattersoni, encontrada en el año 2000 en la formación Urumaco en el antiguo delta del río Orinoco, que vivió hace aproximadamente 8 millones de años. Se trata de un roedor gigante, muy bien conservado, que alcanzaba los 3 m de longitud más 1,5 m de cola, y un peso aproximado de 700 kg. La especie de Argentina P. burmeisteri es aún mayor, pero solo se han encontrado restos muy fragmentarios.
Es considerado el segundo roedor más grande de todos los tiempos, sólo superado por los del género Josephoartigasia.